# Унион (компания)
Русское электрическое общество «Унион» — совместная компания немецко-бельгийско-российского капитала. Штаб-квартира компании находилась в Санкт-Петербурге а главное управление и завод в Риге. Технические бюро — в Санкт-Петербурге, Москве, Варшаве, Киеве, Одессе, Харькове, Екатеринбурге, Перми и Владивостоке. В 1904 году завод приобрел германский концерн «AEG» и  в 1905 году передал во владение своей дочерней компании — «Всеобщей компании электричества» (ВКЭ). Рижский завод стал предшественником «VEF», но во время немецкой оккупации опять перешел во владение подразделения «AEG» — «AEG Ostlandwerk GmH».

## История
«Русско-Балтийский электротехнический завод» — предшественник «Унион» основан в 1888 году немцем Генрихом Детманом для выпуска электродеталей нужных промишленности, армии и народному хозяйству. «Унион» был основан в 1898 году при объединении «Русско-Балтийскийского электротехнического завода» и бельгийского капитала. От этого название «Union». Предприятие занималось изготовлением и монтажом электрооборудования для военно-морских судов, выпускало динамо-машины, агрегаты для электрических трамваев, электрические счетчики и т. п.
В 1899 году рижский архитектор Генрих Шель  создал проект и построил главное здание электротехнической фабрики «Унион». Фигуру Громовержца для фасада выполнил известный рижский скульптор Август Фольц. Заводские корпуса, обращённые к улице Унияс, по проекту Петера Беренса построил в 1913 году архитектор Фридрих Шеффель.
В 1904 году завод АО «Унион» оказался в собственности концерна «AEG», а годом позже стал составной частью его филиала — российского общества «Всеобщей компании электричества».
В июле 1915 года в ходе I мировой войны с началом наступления немцев и приближением линии фронта к Риге из города вглубь России начали эвакуировать промышленные предприятия. Основная часть оборудования и персонала завода бывшего Русского электрического общества «Унион» оказалась в Харькове. 20 ноября 1916 года состоялось торжественное открытие нового завода «Всеобщей компания электричества», с 20 декабря 1917 года получившего название «Электросила № 1».
В конце 1920-х годов в цехах бывшего «Униона» в Риге разместился «VEF» — самое известное латвийское предприятие в XX веке.

## Проекты
Одним из осуществленных обществом «Унион» проектов было строительство по договору со Смоленской городской Думой электрической станции для освещения и электрической железной дороги (так в ту пору именовался трамвай) — первой в этом губернском городе. Договор также предусматривал установку нескольких электрических фонарей на улицах города. Работы были осуществлены с марта 1898 по август 1901 года.
За этот период в Смоленске было построено два участка трамвайных путей длиной в 6 верст (6,4 км). Оборудование возведенной электростанции состояло из двух паровых машин мощностью 190 и 260 л. с., а также двух генераторов постоянного тока 460 и 700 вольт.
В 1901—1902 гг. велась переписка об устройстве трамвайных линий в Харькове; о постройке электростанции в Витебске; в 1903 году — об устройстве электрического трамвая в Санкт-Петербурге; в 1902—1907 гг. — об устройстве трамвайной линии Петербург — Ораниенбаум и т. д. Обществом был разработан проект гидростанции «Кивиниеми» (Финляндия).